# 내시의 아내
《내시의 아내》는 1975년에 제작된 대한민국의 영화이다.

## 캐스팅

### 주연
- 김종결
- 유영국
- 이효춘